# Xperia SP
Xperia SPは、ソニーモバイルコミュニケーションズ製のスマートフォン。

## 概要
Xperia Zよりスペックを抑えたミドルレンジの機種として2013年3月18日に発表された。OSはAndroid 4.1を搭載し、プロセッサーは1.7GHz駆動のクアルコム Snapdragon S4 Pro（デュアルコア）である。カメラは裏面照射型CMOSセンサー Exmor RS for mobile を採用した8メガピクセルであり、Full HD（1080p）の動画撮影に対応する。
ボディの外周はアルミフレーム。下部には『フローティング・プリズム（transparent element）』と呼ばれる透明素材が用いられ、この部分には着信時や音楽再生時にライトエフェクトが行われる。

## 発売モデル
| モデル | GSMバンド            | 3Gバンド                   | LTEバンド              |
| ------ | -------------------- | -------------------------- | ---------------------- |
| C5302  | 850, 900, 1800, 1900 | 850, 900, 1700, 1900, 2100 | 非対応                 |
| C5303  | 850, 900, 1800, 1900 | 850, 900, 2100             | Band 1, 3, 5, 7, 8, 20 |
| C5306  | 850, 900, 1800, 1900 | 850, 900, 1900, 2100       | Band 1, 2, 4, 5        |
| M35c   | 850, 900, 1800, 1900 | CDMA 1X 800, 1900          | 非対応                 |

## アップデート
- 2013年5月：Android 4.1, firmware 12.0.A.1.257[3]
- 2014年2月11日：Android 4.3, firmware 12.1.A.1.201[4]

なお、当初は Android 4.4 へのアップデートを ソニーモバイルコミュニケーションズ から提供することを決定しており、アップデートの提供に向けての見通しが立っていたが、ソニーモバイルコミュニケーションズ による計画変更により、 Android 4.4 へのアップデートは 見送られ、2017年8月現在に至るまでAndroid 4.3以降のアップデートは提供されていない。